# Hwačchŏn
Okres Hwačchŏn (korejsky 화천군 – Hwačchŏn gun) je okres v provincii Kangwon v Jižní Koreji. Má rozlohu přes 909 čtverečních kilometrů a k roku 2001 v něm žilo přes šestadvacet tisíc obyvatel.

## Poloha
Hwačchŏn leží na severozápadě provincie Kangwon. Na východě hraničí s okresem Janggu, na jihu s Čchunčchonem, hlavním městem provincie Kangwon, na jihozápadě s provincií Kjonggi (přesněji s městem Pchočchonem a s okresem Kapchjŏng) a na západě s okresem Čchorwon. Severně od okresu leží korejské demilitarizované pásmo, nárazníková oblast oddělující Jižní Koreu od Severní Korey.

## Rodáci
- Kim Jong-ha (* 1968), jihokorejský spisovatel